# Cardiastethus assimilis
Cardiastethus assimilis är en insektsart som först beskrevs av Reuter 1871.  Cardiastethus assimilis ingår i släktet Cardiastethus och familjen näbbskinnbaggar. Inga underarter finns listade i Catalogue of Life.